# Barbacoas
Barbacoas é uma cidade venezuelana, capital do município de Urdaneta (Aragua).